# Classe préparatoire ENS Rennes D1
Ne doit pas être confondu avec Classe préparatoire ENS Cachan D2.
La classe préparatoire Droit-économie, appelée aussi classe préparatoire ENS D-E , prépare prioritairement au concours d'entrée en première année du département « Droit, économie et gestion » de l'École normale supérieure de Rennes (ENS Rennes, qui était l'antenne de Bretagne de l'ENS Paris-Saclay (anciennement ENS Cachan) avant le 1er janvier 2014). Elle est également appelée classe préparatoire ENS Rennes D1 (et anciennement classe préparatoire ENS Cachan D1).

## Présentation

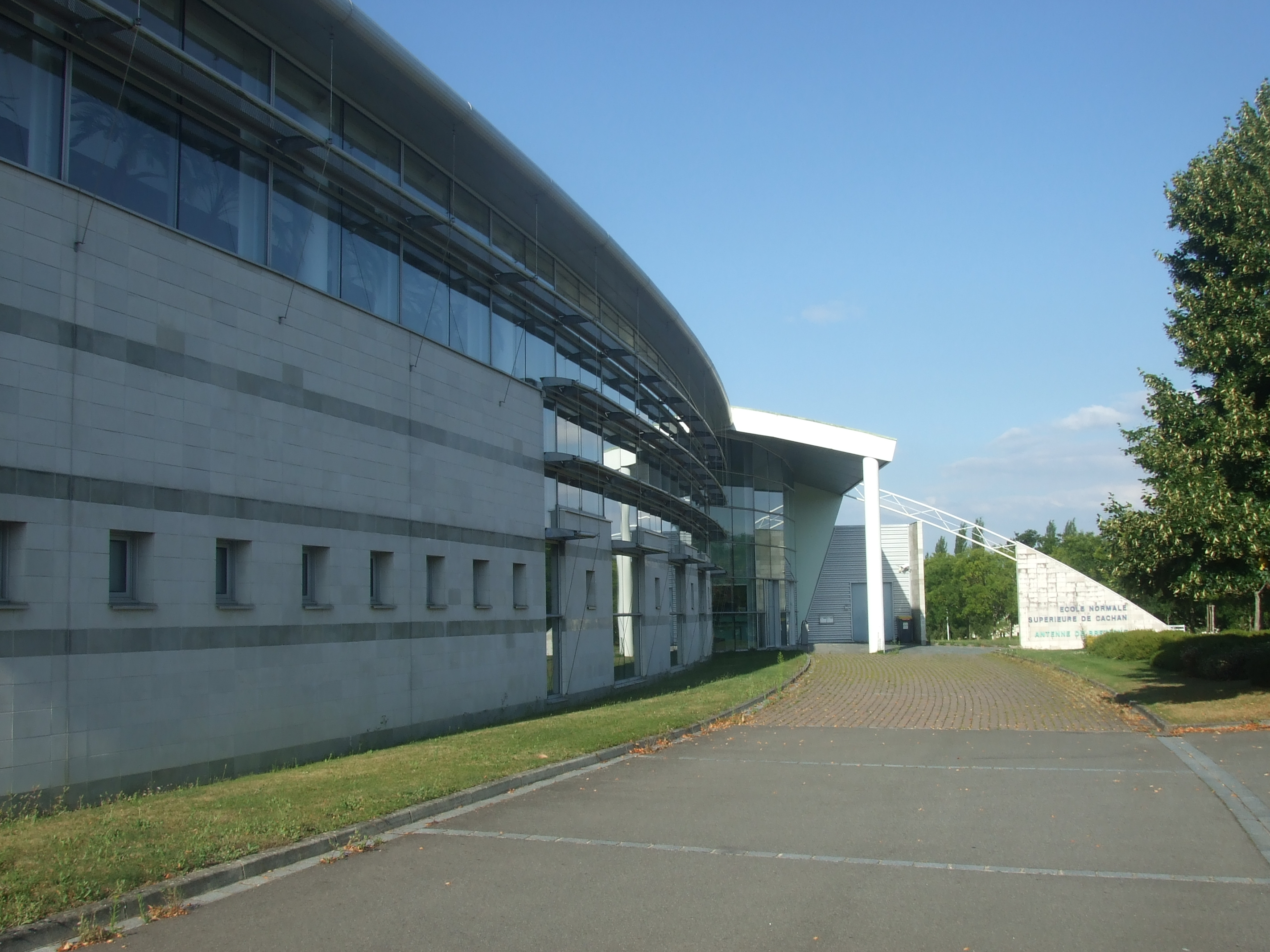
Bâtiment de l'ENS Rennes

Les élèves de l'ENS Rennes en droit-économie-management ont vocation à devenir enseignants, après passage du concours de l’agrégation d'économie et de gestion. Beaucoup d'entre eux choisissent de préparer un doctorat. Les normaliens peuvent également devenir cadres de la fonction publique après avoir réussi les concours de hauts fonctionnaires (École nationale d'administration ; corps des Ingénieurs des Mines, des Ingénieurs des Ponts, Eaux et Forêts ; corps des administrateurs de l'INSEE ; Banque de France ; École nationale de la magistrature, ou École des hautes études en santé publique).
Le concours d'entrée au département de droit-économie-management de l'ENS Rennes est particulièrement sélectif, puisque seulement 17 places sont ouvertes chaque année, pour 327 candidats en 2008, 379 en 2014.

## Particularité
La prépa ENS Rennes D1 a la particularité de combiner les cours de la classe préparatoire avec ceux de l'université. Les étudiants préparent généralement les deux premières années de licence de droit. Certains lycées font toutefois suivre d'autre cursus universitaire à leurs élèves: licence de langues étrangères appliquées (LEA) au lycée Dupuy-de-Lôme de Lorient, ou encore licence d'économie-gestion au lycée Charles-de-Gaulle de Vannes.
Pour permettre aux étudiants de faire face à la charge importante de travail induite par ce double cursus, des conventions peuvent être signées entre la classe préparatoire et l'université, afin de les dispenser de certaines matières universitaires. Les élèves passent toutefois les examens annuels des universités ("partiels") de L1 et de L2, ainsi que des devoirs sur tables et oraux ("colles") organisés par la classe préparatoire dans le but de s'entrainer pour les concours.

## Disciplines étudiées
Les disciplines préparées sont le droit civil, l'économie, de culture générale, les langues, ainsi que des cours de spécialité : droit public, droit des affaires ou mathématiques-statistiques. Deux langues sont obligatoires, dont l'anglais en première ou seconde langue.
Les étudiants assistent également à certains cours magistraux et séances de travaux dirigés (TD) dispensés à l'université, leur permettant de valider une licence 2.
Cela fait de la prépa D1 un double cursus licence/CPGE. La place de l'enseignement universitaire varie selon les établissements, les élèves de certaines classes ne suivant qu'une partie des matières dispensées en licence, tandis que d'autres doivent valider les examens de la totalité des matières de la licence, en plus des enseignements en lycée.

## Débouchés
Outre l'ENS Rennes (département « Droit, économie et gestion »), les étudiants peuvent présenter les concours suivants : 
- les instituts d'études politiques (IEP) ;
- L'ISMAPP
- les écoles supérieures de commerce :
  - l'EDHEC,
  - les concours Tremplin et Passerelle (concours passables à BAC+2 ou +3),
  - l'École nationale d'assurances (ENAss),
  - Télécom École de Management,
  - les instituts d'administration des entreprises (IAE).

De plus, sous réserve d'admissibilité à l'ENS Rennes, ils peuvent être admis à :
- l'EM Lyon ;
- Grenoble École de Management ;
- Audencia ;
- le Celsa.

Beaucoup d'étudiants choisissent également la poursuite d'études dans les universités, éventuellement dans une filière sélective comme un magistère.
Liste des magistères accessibles après une CPGE ENS D1 : 
- magistère Droit des activités économiques (Université Panthéon-Sorbonne Paris I) ;
- magistère Juriste d'affaires / DJCE (Université Panthéon-Assas Paris II) ;
- magistère Droit des Affaires, fiscalité, comptabilité (Université Aix-Marseille III) ;
- magistère Droit des affaires et fiscalité / DJCE (Université Montpellier I) ;
- magistère Juriste d'affaires européen (Université de Lorraine) ;
- magistère Juriste d'affaires franco-britannique (Université Rennes I) ;
- magistère Droit des Techniques de l'Information et de la Communication (Université de Poitiers) ;
- magistère Droit et gestion (Université Rennes I) ;
- magistère Droit public des affaires (Université Montpellier I) ;
- magistère Juriste d'affaires / DJCE (Université Lyon III) ;
- magistère Droit, journalisme et Communication des Organisations (Université Aix-Marseille) ;
- magistère Relations internationales et action à l'étranger (Université Panthéon-Sorbonne Paris I).

## Liste non exhaustive des lycées disposant d'une CPGE ENS Rennes D1
Voici une liste, sans prétention à l'exhaustivité : 
- Lycée Gustave-Eiffel, Bordeaux.
- Lycée de Cachan, Cachan (avec l'Université Paris 1 Panthéon-Sorbonne)
- Lycée Gustave-Eiffel, Dijon (avec l'Université de Bourgogne)
- Lycée François-Ier, Le Havre (avec l'Université Le Havre Normandie)
- Lycée André-Boulloche, Livry-Gargan (avec l'Université Paris 8 Saint-Denis)
- Lycée Dupuy-de-Lôme, Lorient (avec l'Université Bretagne-Sud)
- Lycée Juliette-Récamier, Lyon (avec l'Université Jean-Moulin Lyon 3)
- Lycée Jean-Perrin, Marseille (avec l'Université Aix-Marseille)
- Marcq Institution, Marcq-en-Barœul (avec l'Université catholique de Lille)
- Lycée Jean-Mermoz, Montpellier (avec l'Université de Montpellier)
- Lycée Carcouët, Nantes (avec l'Université de Nantes)
- Institut Stanislas, Nice (avec l'Université Côte d'Azur - Faculté de Droit et Science Politique) [2]
- Lycée Turgot, Paris (avec l'Université Paris 1 Panthéon-Sorbonne)
- École normale catholique (lycée Blomet), Paris (avec l'Université Paris 2 Panthéon-Assas).
- École nationale de commerce Bessières, Paris (avec l'Université Paris X Nanterre)
- Lycée Leconte de Lisle, Saint-Denis (avec l'Université de La Réunion)
- Lycée Marie-Curie, Sceaux (avec au choix l'Université Paris 1 Panthéon-Sorbonne ou l'Université Paris-Saclay)
- Lycée René-Cassin, Strasbourg (avec l'Université de Strasbourg)
- Lycée Ozenne, Toulouse (avec l'Université Toulouse-Capitole)
- Lycée Charles-de-Gaulle, Vannes (avec l'Université Bretagne-Sud)

## Classement des classes préparatoires D1
Il est difficile de classer les CPGE ENS D1, tant leurs résultats  diffèrent selon les objectifs visés (ENS, Ecole de Commerce, Sciences Po, etc). On peut néanmoins effectuer un classement selon les résultats d'admission à l'ENS Rennes. Ci-dessous le nombre de normaliens admis par prépa, pour 17 places chaque année.    
En 2019, seules 4 classes sur 21 ont vu certains de leurs élèves admis en l'ENS.     
Classement 2020 des CPGE selon le nombre d'admis à l'ENS Rennes en 2017, 2018, 2019. Le taux de réussite sur 3 ans au concours de l'ENS Rennes consacre le lycée Blomet à Paris.
| Nom de l'établissement              | Taux réussite sur 3 ans | Rang sur 3 ans | Effectifs 2019, 2018 et 2017 | Admissibles 2019, 2018, 2017 | Admis 2019, 2018, 2017 |
| ----------------------------------- | ----------------------- | -------------- | ---------------------------- | ---------------------------- | ---------------------- |
| Lycée Blomet                        | 13,20%                  | 1              | 91                           | 32                           | 12                     |
| ENC Bessières, Paris                | 11,90%                  | 2              | 101                          | 29                           | 12                     |
| Lycée Juliette Récamier, Lyon       | 8,00%                   | 3              | 112                          | 25                           | 9                      |
| Lycée Turgot, Paris                 | 6,50%                   | 4              | 123                          | 18                           | 8                      |
| Lycée Carcouët, Nantes              | 3,10%                   | 5              | 97                           | 12                           | 3                      |
| Lycée Ozenne, Toulouse              | 2,90%                   | 6              | 105                          | 7                            | 3                      |
| Lycée Gustave Eiffel, Bordeaux      | 1,70%                   | 8              | 115                          | 15                           | 2                      |
| Lycée Jean Mermoz, Montpellier      | 1,10%                   | 9              | 94                           | 5                            | 1                      |
| Lycée Gustave Eiffel, Dijon         | 0,80%                   | 7              | 132                          | 11                           | 1                      |
| Lycée Jean Perrin, Marseille        | 0,00%                   | 10             | 76                           | 1                            | 0                      |
| Lycée André Boulloche, Livry-Gargan | 0,00%                   | 10             | 58                           | 0                            | 0                      |

Tous les autres établissements n'ont compté en 2019 aucun admis à l'ENS Rennes.